# La MaMa Experimental Theatre Club
La MaMa Experimental Theatre Club (alternatywne nazwy: Café La MaMa, La MaMa E.T.C., La MaMa) – nowojorska instytucja teatralna off-off-Broadway o charakterze organizacji non-profit, z siedzibą w East Village na dolnym Manhattanie. 
Klub teatralny, założony w 1961 roku przez Ellen Stewart, działalność biznesową rozpoczął w roku 1962 i odgrywał od początku istotną rolę w kształtowaniu się i rozwoju off-off-Broadwayu, a do jego głównych celów należy wspieranie i prezentacja oryginalnej, wielokulturowej działalności scenicznej obiecujących artystów. W 1967 klub został organizacją nonprofit. 
Pierwotnie klub mieścił się ciasnej piwnicy przy East 9th Street 321, obecnie (2018) instytucja posiada dwa teatry przy East 4th Street (pod numerem 74A "First Floor Theatre & Club" oraz "Ellen Stewart Theatre & The Downstairs" pod numerem 66), natomiast galeria sztuki (La Galleria) oraz Rehearsal Studios, w którym odbywają się próby i warsztaty, zlokalizowane są na Great Jones Street 47.
Przez lata La MaMa był siedzibą zespołów teatralnych prowadzonych m.in. przez  Toma O'Horgana,  Wilforda Leacha, Joela Zwicka, Elizabeth Swados i Toma Evena. Na scenach La MaMa przedstawienia wystawia również The Great Jones Repertory Company.